# Gudur
Gudur – szwedzki torpedowiec z końca XIX wieku, jedna z dwóch zbudowanych jednostek typu Gondul. Okręt został zwodowany w 1894 roku w krajowej stoczni Örlogsvarvet w Karlskronie i w tym samym roku wcielono go do służby w Svenska marinen. W 1918 roku okręt został przeklasyfikowany na patrolowiec i oznaczony Vedettbåt n:r 22. Jednostka została skreślona z listy floty w 1926 roku.

## Projekt i budowa
„Gudur” był jednym z dwóch torpedowców 1. klasy typu Gondul zbudowanych w krajowej stoczni Örlogsvarvet w Karlskronie . Nieznana jest data położenia stępki jednostki, a jej wodowanie odbyło się w 1894 roku.

## Dane taktyczno–techniczne
Okręt był torpedowcem o długości całkowitej 38,58 metra, szerokości całkowitej 4,25 metra i zanurzeniu 2,05 metra . Wyporność normalna wynosiła 69 ton, a pełna 86 ton . Okręt napędzany był przez pionową maszynę parową o mocy 850 KM, do której parę dostarczał jeden kocioł . Maksymalna prędkość napędzanej jedną śrubą jednostki wynosiła 19,5 węzła . Zapas zabieranego węgla wynosił 15 ton.
Uzbrojenie artyleryjskie jednostki składało się z dwóch pojedynczych działek kalibru 25 mm K/60 M84 L/57 . Okręt wyposażony był w dwie pojedyncze wyrzutnie torped kalibru 381 mm: jedną stałą na dziobie i obracalną na pokładzie .
Załoga składała się z 18 oficerów, podoficerów i marynarzy .

## Służba
„Gudur” został wcielony do służby w Svenska marinen w 1894 roku, otrzymując numer taktyczny 11 (N:o 11) . W 1906 roku, po rozpadzie unii szwedzko-norweskiej, numer taktyczny jednostki został zmieniony na 10 (N:o 10) . W 1918 roku okręt został przeklasyfikowany na patrolowiec, w związku z czym zdemontowano wyrzutnie torpedowe . Jednostka utraciła wówczas nazwę i pływała pod oznaczeniem Vedettbåt n:r 22 (V22) . Okręt został wycofany ze służby w 1926 roku .